# ناهید کبیری
ناهید کبیری (زادهٔ ۱۳۲۷ در کرمانشاه) شاعر کرد اهل ایران است. او در رشته علوم اجتماعی در مقطع لیسانس از دانشگاه تهران فارغ‌التحصیل شد. دوره‌های بازیگری تئاتر و گریم را در ایالت جورجیای آمریکا گذراند و در ایران دوره مربی‌گری یوگا را کامل کرد. او علاوه بر شعر چند رمان و داستان کوتاه نیز نگاشته است. داستان‌هایش غالباً به زبان ساده است و در بعضی قسمت‌ها شاعرانه می‌شود. هدف اصلی شخصیت‌های کتاب رسیدن به عشق و آزادی است که معمولاً آن‌ها را به بن‌بست می‌کشاند. وی به نوع روایت و زاویۀ دید و تنوع در آن‌ها توجهی ویژه دارد. بیشتر داستان‌های او با زاویه دید اول شخص و به صورت تک‌گویی درونی است 
او در مورد شعر دیدگاهی عاشفانه و اجتماعی و گاهی نیز فلسفی دارد.

## اشعار
- لحظه‌ها در باد(۱۳۶۳)
- آرزوه‍ای‌ پ‍ای‍ی‍زی‌، ت‍ه‍ران‌: اس‍پ‍رک‌، ۱۳۶۸.
- غروبی‌ها (۱۳۷۲)، در ستایش خورشید(۱۳۷۵)
- دلخوشی‌های پراکنده(۱۳۷۸)
- طرحی بر سنگ، شرحی بر سار (۱۳۸۱)
- پنجره‌ای کافی است تا آفتاب شود(۱۳۸۶)
- کلمه کلمه به سوی تو، ناشر: اچ اند اس مدیا، لندن (۱۳۹۴)

## داستان
- جمعه‌های بارانی
- رؤیای شیرین
- پیراهن آبی
- مرا به بغداد نبرید[۶]
- شبی که ستاره اش را گم کرده بود
- شب و ستاره‌ها و سارا [۴]